# محطة سكوياه النووية
محطة سكوياه النووية هي محطة للطاقة النووية تقع على مساحة 525 فدان (212 هكتار) وتقع على بعد 7 أميال (11 كم) شرق سودي ديزي بولاية تينيسي و 20 ميل (32 كم) إلى الشمال من بحيرة شيكاموكا وتعود ملكية المنشأة إلى هيئة وادي تينيسي.

## نبذة
تحتوي محطة سكوياه النووية على مفاعلين بالماء المضغوط يعملان بواسطة ويستنجهاوس.

## المكونات
تحتوي وحدتا سكوياه 1 و 2 وكذلك المحطة الشقيقة في واتس بار على أنظمة احتواء مكثف للثلج.
في حالة وقوع حادث كبير لفقدان سائل التبريد يتم توجيه البخار الناتج عن التسرب باتجاه الثلج المخفوق الذي يساعد على تكثيف البخار مما يخلق ضغط أقل مما يسمح بالاحتواء.